# 블란카 다라곤 왕녀 (1424년)

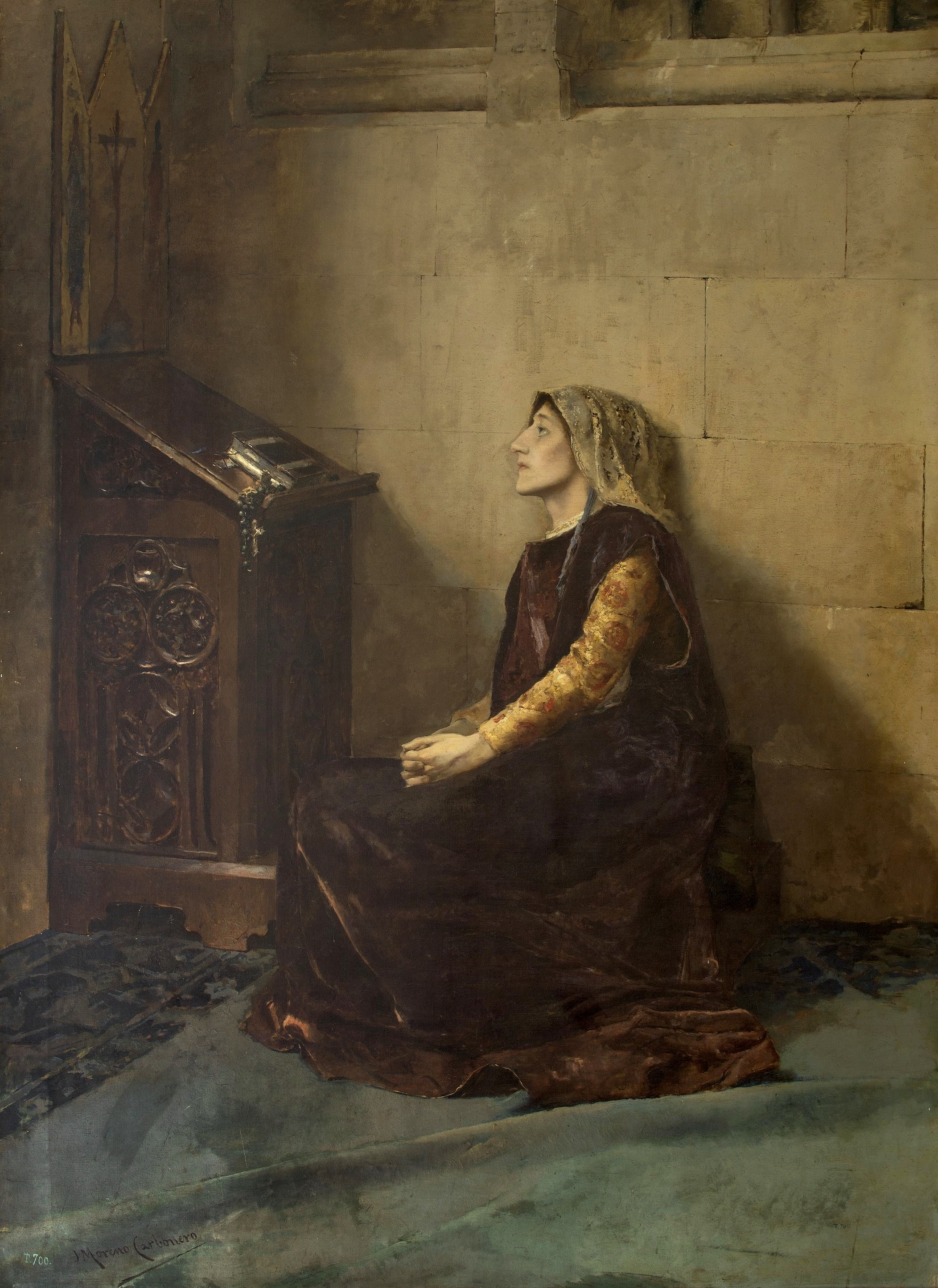

블란카 다라곤 왕녀(아라곤어: Blanca d'Aragón)는 아라곤 왕국과 나바라 왕국의 왕녀이자 나바라 왕국의 대립 여왕 수리아 2세(바스크어: Zuria II.a Nafarroakoa)였으며 카스티야 왕국 아스투리아스 공 엔리케의 부인(아스투리아스 공비)이었다.